# Piliocolobus oustaleti
Il colobo rosso di Oustalet (Piliocolobus oustaleti Trouessart, 1906) è un primate della famiglia dei Cercopitecidi diffuso nella regione settentrionale del bacino del Congo, in un areale compreso tra il Sangha a ovest, il Congo a sud, l'Ubangi e lo Mbomou a nord e il lago Alberto a est.

## Descrizione
Il colobo rosso di Oustalet è uno dei più grandi colobi rossi dell'Africa centrale e raggiunge una lunghezza testa-corpo di 46-68 cm (nei maschi) e di 52-64 cm (nelle femmine) e un peso medio di 12,5 kg (nei maschi) o di 8,2 kg (nelle femmine). La coda ha una lunghezza di 68-73 cm (nei maschi) o di 55,5-73 cm (nelle femmine), ed è relativamente breve. I peli sulla sommità della testa sono più lunghi e formano una sorta di chioma, ma più breve di quella del colobo rosso di Thollon (P. tholloni). Il pelo sul dorso, sul lato esterno degli arti e sulla parte superiore della testa è di colore marrone-fumo o beige-brunastro. Petto, ventre e parti interne degli arti sono di colore chiaro, biancastro o rosso lucente. Mani e piedi sono di colore variabile dallo scuro al nero. La colorazione del mantello, tuttavia, è molto variabile. Gli esemplari che vivono lungo il fiume Lobaye nella Repubblica Centrafricana hanno il manto color terra di Siena, con regioni inferiori che sono state descritte come dorate e una coda color rame. I colobi di Oustalet che vivono nella regione dello Uelle, invece, sono caratterizzati da un manto molto chiaro, con arti marrone-beige e, al contrario, mani e piedi molto scuri. Sia gli esemplari della parte più occidentale dell'areale che quelli che ne occupano la parte più orientale, ai confini con la foresta pluviale dell'Ituri, presentano una intensa colorazione rossastra. Gli esemplari orientali potrebbero derivare dall'ibridazione con il colobo rosso del fiume Lualaba (P. langi) o con il colobo rosso di Semliki (P. semlikiensis).

## Biologia
I colobi rossi di Oustalet vivono in gruppi composti da 3 a 18 animali in foreste di pianura tropicali pluviali, paludi, foreste a galleria e chiazze forestali nella savana, e si nutrono di foglie, germogli, frutta, fiori, gemme e, forse, anche di semi. Sono stati anche visti spingersi in acqua per raccogliere tuberi di piante acquatiche. Non abbiamo dati sulla sua biologia riproduttiva.

## Tassonomia
Il colobo rosso di Oustalet è stato descritto per la prima volta nel 1906 come Colobus oustaleti. Assieme al colobo rosso dell'Africa centrale (P. foai), al colobo rosso di Semliki (P. semlikiensis) e al colobo rosso di Thollon (P. tholloni) forma un gruppo morfologico distinto, che si distingue dagli altri congeneri per il fatto di presentare osso palatino allungato, chiusura anticipata delle suture del cranio e orbite di forma quadrata. All'interno del colobo rosso di Oustalet sono stati individuati due cladi distinti sulla base del DNA mitocondriale, uno occidentale, più imparentato con il colobo rosso del Lomami (P. parmentieri), e uno orientale, che presenta maggiori somiglianze con il colobo rosso dell'Africa centrale (P. foai), il colobo rosso dell'Uganda (P. tephrosceles) e il colobo rosso del Fiume Tana (P. rufomitratus).
Nella parte sud-orientale dell'areale del colobo rosso di Oustalet, nella foresta dell'Ituri, vi è un'ampia regione in cui la popolazione di colobi rossi è frutto dell'ibridazione fra tre specie diverse. Questa regione è compresa tra il fiume Aruwimi a nord, le montagne che cingono ad ovest il lago Edoardo ad est, e giunge fin quasi al fiume Lualaba ad ovest. Le tre specie in questione sono il colobo rosso di Oustalet, il colobo rosso del fiume Lualaba (P. langi) e il colobo rosso di Semliki (P. semlikiensis). Gli ibridi presentano, nella maggior parte dei casi, la regione anteriore del corpo, spalle e braccia, di colore rosso brillante. La parte centrale del dorso, invece, appare arancio-marrone, mentre la parte posteriore, le zampe e la coda sono neri. Gola, petto e ventre sono di colore grigio o giallastro. Tuttavia, sono presenti anche esemplari di colore dal marrone castano al bruno-rossastro scuro. Talvolta questi ibridi sono stati descritti come specie distinta sotto il nome di Piliocolobus ellioti.

## Conservazione
La IUCN classifica il colobo rosso di Oustalet come specie a «rischio minimo» (Least Concern). È presente in diverse aree protette sparse nel suo areale, ad esempio la riserva faunistica degli okapi.